# Đội tuyển bóng đá quốc gia Việt Nam Cộng hòa 1949–1960
Lịch và kết quả thi đấu của đội tuyển bóng đá quốc gia Việt Nam Cộng hoà trong giai đoạn từ 1949 đến 1960.
VL: vòng loại
| Ngày                | Địa điểm    | Đối thủ     | Tỷ số | Giải                    | Cầu thủ Việt Nam ghi bàn | Chi tiết |
| ------------------- | ----------- | ----------- | ----- | ----------------------- | ------------------------ | -------- |
| 15 tháng 1 năm 1949 | Sài Gòn     | Hàn Quốc    | 2-4   | Giao hữu                |                          |          |
| 16 tháng 1, 1949    | Sài Gòn     | Hàn Quốc    | 3-3   | Giao hữu                |                          |          |
| 1 tháng 5 năm 1954  | Philippines | Đài Loan    | 2-3   | Đại hội Thể thao châu Á |                          |          |
| 2 tháng 5, 1954     | Philippines | Philippines | 3-2   | Đại hội Thể thao châu Á |                          |          |
| 1956                | Sài Gòn     | Thái Lan    | 2-1   | Giao hữu                |                          |          |
| 1956                | Sài Gòn     | Thái Lan    | 3-1   | Giao hữu                |                          |          |
| 3 tháng 5, 1956     | Sài Gòn     | Malaya      | 4-0   | VL Cúp bóng đá châu Á   |                          |          |
| 24 tháng 5, 1956    | Malaysia    | Malaya      | 3-3   | VL Cúp bóng đá châu Á   |                          |          |
| 3 tháng 6, 1956     | Sài Gòn     | Campuchia   | 5-2   | VL Olympic              |                          |          |
| 10 tháng 6, 1956    | Campuchia   | Campuchia   | 4-3   | VL Olympic              |                          |          |
| 9 tháng 9, 1956     | Hồng Kông   | Hồng Kông   | 2-2   | Cúp bóng đá châu Á      |                          |          |
| 12 tháng 9, 1956    | Hồng Kông   | Israel      | 1-2   | Cúp bóng đá châu Á      |                          |          |
| 15 tháng 9, 1956    | Hồng Kông   | Hàn Quốc    | 3-5   | Cúp bóng đá châu Á      |                          |          |
| 31 tháng 8, 1957    | Malaya      | Singapore   | 5-5   | Giải bóng đá Merdeka    |                          |          |
| 1 tháng 9, 1957     | Malaysia    | Singapore   | 2-1   | Giải bóng đá Merdeka    |                          |          |
| 3 tháng 9, 1957     | Malaysia    | Hồng Kông   | 1-3   | Giải bóng đá Merdeka    |                          |          |
| 4 tháng 9, 1957     | Malaysia    | Indonesia   | 1-3   | Giải bóng đá Merdeka    |                          |          |
| 6 tháng 9, 1957     | Malaysia    | Malaya      | 4-1   | Giải bóng đá Merdeka    |                          |          |
| 25 tháng 5 năm 1958 | Nhật Bản    | Malaya      | 6-1   | Đại hội Thể thao châu Á |                          |          |
| 27 tháng 5, 1958    | Nhật Bản    | Pakistan    | 1-1   | Đại hội Thể thao châu Á |                          |          |
| 30 tháng 5, 1958    | Nhật Bản    | Hàn Quốc    | 1-3   | Đại hội Thể thao châu Á |                          |          |
| 30 tháng 8, 1958    | Malaya      | Hồng Kông   | 3-5   | Giải bóng đá Merdeka    |                          |          |
| 1 tháng 9, 1958     | Malaysia    | Singapore   | 4-4   | Giải bóng đá Merdeka    |                          |          |
| 2 tháng 9, 1958     | Malaysia    | Malaya      | 0-2   | Giải bóng đá Merdeka    |                          |          |
| 3 tháng 9, 1958     | Malaysia    | Indonesia   | 1-4   | Giải bóng đá Merdeka    |                          |          |
| 1 tháng 9 năm 1959  | Malaysia    | Hàn Quốc    | 3-2   | Giải bóng đá Merdeka    |                          |          |
| 3 tháng 9, 1959     | Malaysia    | Hồng Kông   | 4-1   | Giải bóng đá Merdeka    |                          |          |
| 5 tháng 9, 1959     | Malaysia    | Ấn Độ       | 2-2   | Giải bóng đá Merdeka    |                          |          |
| 7 tháng 9, 1959     | Malaysia    | Malaya      | 4-3   | Giải bóng đá Merdeka    |                          |          |
| 22 tháng 11, 1959   | Sài Gòn     | Algérie     | 0-5   | Giao hữu                |                          |          |
| 13 tháng 12, 1959   | Thái Lan    | Thái Lan    | 4-0   | SEAP Games 1959         |                          |          |
| 14 tháng 12, 1959   | Thái Lan    | Miến Điện   | 3-0   | SEAP Games 1959         |                          |          |
| 15 tháng 12, 1959   | Thái Lan    | Malaya      | 1-2   | SEAP Games 1959         |                          |          |
| 17 tháng 12, 1959   | Thái Lan    | Thái Lan    | 3-1   | SEAP Games 1959         |                          |          |
| 15 tháng 4 năm 1960 | Singapore   | Singapore   | 4-1   | VL Cúp bóng đá châu Á   |                          |          |
| 18 tháng 4, 1960    | Singapore   | Malaya      | 1-0   | VL Cúp bóng đá châu Á   |                          |          |
| 5 tháng 8, 1960     | Malaysia    | Hàn Quốc    | 0-0   | Giải bóng đá Merdeka    |                          |          |
| 7 tháng 9, 1960     | Malaysia    | Indonesia   | 3-5   | Giải bóng đá Merdeka    |                          |          |
| 9 tháng 9, 1960     | Malaysia    | Hồng Kông   | 1-3   | Giải bóng đá Merdeka    |                          |          |
| 12 tháng 9, 1960    | Malaysia    | Singapore   | 2-1   | Giải bóng đá Merdeka    |                          |          |
| 14 tháng 10, 1960   | Hàn Quốc    | Hàn Quốc    | 1-5   | Cúp bóng đá châu Á 1960 |                          |          |
| 17 tháng 10, 1960   | Hàn Quốc    | Đài Loan    | 1-3   | Cúp bóng đá châu Á 1960 |                          |          |
| 19 tháng 10, 1960   | Hàn Quốc    | Israel      | 1-5   | Cúp bóng đá châu Á 1960 |                          |          |